# Campionato mondiale di dama internazionale
L'esordio del campionato mondiale di dama internazionale, ad opera di pochi pionieri del gioco, è avvenuto prima della costituzione della Fédération mondiale du jeu de dames realizzata in Francia nel 1947 con l'adozione del francese per gli atti ufficiali concernenti la dama internazionale.
Al 2019 ogni federazione seleziona i propri rappresentanti, per la partecipazione al mondiale, in base a un punteggio che viene conseguito con la disputa di tornei internazionali e del campionato nazionale.
La Russia (con alcuni Paesi dell'ex Unione Sovietica) e i Paesi Bassi sono i protagonisti dello scenario mondiale e, da anni, la disputa del titolo iridato è un fatto personale tra i giocatori di questi Paesi.

## Albo d'oro dei campioni del mondo
| - Anno \| Campione \| Nazionalità \| Sede di Gara - 2025 J. Groenendijk - Olanda - Cameroon (Yaounde) - 2024 J. Groenendijk - Olanda - Olanda (Wageningen) - 2023 Y. Anikeev - Ucraina - Curacao (Willemstad) - 2022 R. Boomstra - Olanda - Olanda (Eindhoven) - 2021 A. Schwarzman - Russia - Estonia (Tallinn) - 2019 A. Georgiev - Russia - Costa d'Avorio (Yamoussoukro) - 2018 R. Boomstra - Olanda - Olanda - 2017 A. Schwarzman - Russia - Estonia (Tallinn) - 2016 R. Boomstra - Olanda - Olanda - 2015 A. Georgiev - Russia - Olanda (Emmen) - 2015 A. Georgiev - Russia - Turchia (Smirne) - 2013 A. Georgiev - Russia - Estonia (Tallinn) - 2013 A. Georgiev - Russia - Russia (Ufa) - 2011 A. Georgiev - Russia - Olanda () - 2009 A. Schwarzman - Russia - Olanda () - 2007 A. Schwarzman - Russia - Olanda () - 2006 A. Georgiev - Russia - Russia (Jakutsk) - 2005 A. Chizhov - Russia - Olanda (Amsterdam) - 2004 A. Georgiev - Russia - Russia Ufa (Iževsk) - 2003 A. Georgiev - Russia - Olanda (Zwartsluis) - 2002 A. Georgiev - Russia - Russia (Iževsk) - 2000 A. Chizhov - Russia - Russia (Mosca) - 1998 A. Schwarzman - Russia - Russia (Iževsk) - 1996 A. Chizhov - Russia - Costa d'Avorio (Abidjan) - 1995 A. Chizhov - Russia - Russia (Jakutsk) - 1994 G. Valneris - Lettonia - Olanda (L'Aia) - 1993 A. Chizhov - Russia - Russia/Estonia/Olanda (Iževsk/Tallinn/....) - 1992 A. Chizhov - Russia - Francia (Tolone) - 1991 A. Chizhov - Russia - Estonia (Tallinn) - 1990 A. Chizhov - Russia - Olanda (Groninga) - 1989 A. Chizhov - Russia - Olanda (Amersfoort) - 1988 A. Chizhov - Russia - Suriname (Paramaribo) - 1987 A. Dybman - URSS - URSS (Irkutsk) - 1986 A. Dybman - URSS - Olanda (Groninga) - 1985 A. Gantwarg - URSS - (....) - 1984 A. Gantwarg - URSS - Senegal (Dakar) - 1984 H. Wiersma - Olanda - URSS/Olanda (Mosca/Rotterdam) - 1983 H. Wiersma - Netherlands - Olanda (Heerenveen) - 1983 H. Wiersma - Netherlands - Olanda (Amsterdam) - 1982 J. van der Wal - Olanda - Brasile (San Paolo) - 1981 H. Wiersma - Olanda - Olanda (....) - 1980 A. Gantwarg - URSS - Mali (Bamako) - 1979 H. Wiersma - Olanda - Olanda (Utrecht) - 1978 A. Gantwarg - URSS - Italia (Arco-TN) - 1976 H. Wiersma - Olanda - Olanda (Amsterdam) - 1974 I. Kuperman - URSS - - 1973 T. Sijbrands - Olanda - Olanda (L'Aia) - 1972 T. Sijbrands - Olanda - Olanda (Hengelo) - 1971 A. Andreiko - URSS - URSS (Tallinn) - 1969 A. Andreiko - URSS - URSS (Mosca) - 1968 A. Andreiko - URSS - Italia (Bolzano) - 1967 I. Kuperman - URSS - URSS (Tbilisi) - 1965 I. Kuperman - URSS - URSS (Tbilisi) - 1964 V. Tsjegoljev - URSS - Italia (Merano) - 1963 Baba Sy - Senegal - (....) - 1963 I. Kuperman, URSS - 1961 I. Kuperman, URSS - URSS (....) - 1960 V. Tsjegoljev - URSS - Olanda (....) - 1959 I. Kuperman - URSS - URSS (....) - 1958 I. Kuperman - URSS - Olanda (L'Aia) - 1956 M. Deslauriers - Canada - Olanda (....) - 1954 P. Roozenburg - Olanda - Olanda (....) - 1952 P. Roozenburg - Olanda - Olanda (....) - 1951 P. Roozenburg - Olanda - Olanda (....) - 1948 P. Roozenburg - Olanda - Olanda (....) - 1945-1948 P. Ghestem - Francia - 1934-1945 M. Raichenbach - Francia - 1928-1934 B. Springer - Olanda - 1926-1928 M. Fabre - Francia - 1925-1926 S. Bizot - Francia - 1912-1925 H. Hoogland - Olanda (Rotterdam) - 1899-1912 I. Weiss - Francia |